# Rahó vasútállomás
Rahó vasútállomás (ukránul: станція Рахів) 4-es kategóriájú vasúti megállóhely Ukrajna Kárpátontúli területén, Rahó városában. A Lvivi Vasutak Ivano-frankivszki Vasúti Igazgatóságának alárendeltségébe tartozik. A Ivano-Frankivszk–Deljatin–Rahó-vasútvonalon fekszik. Rahó és Visóvölgy között jelenleg nincs vasúti közlekedés (ukrán–román államhatár miatt).

## Vasútvonalak
Az állomást az alábbi vasútvonalak érintik:
- Deljatin–Rahó-vasútvonal

## Kapcsolódó állomások
A vasútállomáshoz az alábbi állomások vannak a legközelebb:
- Vilshanka railway station
- Bilyn